# Христианский комплекс преследования
Христианский комплекс преследования — идеология, согласно которой христианские ценности в Западном мире подвергаются преследованию со стороны общественной и правительственной оппозиции. В рамках этого дискурса положение христиан может характеризоваться как «война с христианами».
Эти идеи имеют целью воспрепятствовать политическим дебатам и критике, характеризуя любую позицию, не соответствующую данной политизированной версии христианства, как проявление антирелигиозного фанатизма и преследования по религиозному признаку. Этот дискурс регулярно использует архетипическую фигуру мученика как источник неоспоримого религиозного и политического авторитета.

## История
Историк христианства Кандида Мосс считает, что христианский комплекс преследования стал результатом внутренней христианской политики идентичности. По её мнению, понятие преследования является практически неотъемлемым для христианства как мировоззрения. Она прослеживает дискурсивную конструкцию мученичества от античности и до современности, указывая на его основополагающую роль для самоосознания христиан как борющегося меньшинства — даже в тех случаях, когда в действительности они превосходят оппонентов. Медиевист Пол Кавилл также писал о существовании и значимости комплекса преследования уже в раннем христианстве. По его мнению, Новый Завет учит, что преследования являются неизбежным результатом исповедования христианства. По словам Мосс, миф о преследовании теологически основан на разделении мира на две противоборствующие стороны, одну из которых поддерживает Бог, а другую — Сатана. Даже если дьявол не упоминается явно, риторика преследования предполагает, что преследователи иррациональны и безнравственны, а преследуемые изображаются невинными и храбрыми. В мире, полном преследований, попытки договориться с преследователями или убедить их в чём-то интерпретируются в качестве предательского сотрудничество и морального компромисса; не следует пытаться понять другую сторону, потому что это означало бы уступить место несправедливости и ненависти.

## Новейшее время
В Соединённых Штатах в середине XX века серией решений федерального и Верховного судов был введён запрет на религиозную деятельность в определённых общественных учреждениях, например, на молитвы и чтения Библии в государственных школах. С точки зрения христианских активистов, которые рассматривают данный запрет как начало «войны с христианами», судьи «изгнали Бога с общественного пространства». Комплекс набирал обороты в течение 1990-х годов. Важной вехой роста этого явления стало принятие Закона США о международной религиозной свободе в 1998 году; ускоряющим фактором стали террористические атаки 11 сентября 2001 года.
Представление о том, что христианство подвергается нападкам, преобладает в современных аргументах в пользу религиозных привилегий. Консервативные законодательные власти, политики и СМИ часто характеризуют такие вопросы, как однополые браки и мандат ACA на контрацептивы, как нападки на христиан или христианство.
По мнению Элис Браун, нарратив о мученичестве позволяет части западных христианам, в особенности националистическим диспенсационалистам, которые принадлежат к культурно, экономически и политически преобладающей категории, изображать своё положение как маргинальное и невыгодное, принять на себя роль преследуемых из-за своей веры. Согласно Браун, доминирующие группы в западном христианстве, опиралаясь на нарративы о мученичестве, стремятся утверждать своё господство над теми, кто не входит в доминирующую группу.
Роберт Хорнбек отмечал, что комплекс имеет распространение, в частности, среди христианских белых националистов в Европе, согласно идеологии которых они защищают континент от «нового исламского вторжения». Отмечается, что некоторые христиане сосредоточены на комплексе преследования, «вплоть до того, что ассоциируют флористов, которые отказываются обслуживать однополые пары, с реальными христианскими мучениками на Ближнем Востоке».
Комплекс оказал влияние на некоторые фильмы, такие как «Бог не умер» (2014) и «Бог не умер 2», в которых представлено, как христиане побеждают укоренившуюся секуляристскую оппозицию.